# Axion Esti (Theodorakis)
Axion Esti bzw. Άξιον Εστί (deutsch Lobgepriesen sei) ist ein Oratorium für Bariton, populären Sänger, Sprecher, gemischten Chor, Sinfonieorchester und populäres Orchester (AST 127) des griechischen Komponisten Mikis Theodorakis nach dem gleichnamigen Werk des Dichters Odysseas Elytis. Der Text erzählt die Geschichte Griechenlands nach dem Schema der griechisch-orthodoxen Liturgie. Mikis Theodorakis bezeichnete das Werk als „eine Bibel des griechischen Volkes“. Der Text von Elytis entstand in zehnjähriger Arbeit und wurde 1959 veröffentlicht. Theodorakis erhielt ihn im Frühjahr 1960 in Paris und begann dort die Arbeit an dem Werk. In nur wenigen Tagen entstand das Material für das Oratorium, an dem Theodorakis dann noch weitere drei Jahre arbeitete, bis es im Dezember 1963 fertiggestellt wurde. Die Musik ist geprägt von Elementen der griechischen Volksmusik und bewusst einfach gehalten. Es dominieren Bouzouki, Sanduri, Mandolinen und Gitarren.

## Struktur
Das Werk ist gegliedert in drei Teile: Genesis, Passion und Axion Esti, die für Geburt, Leben, Leiden und Tod und Unsterblichkeit nicht nur des griechischen Volkes, sondern der Menschheit allgemein stehen.
Theodorakis sieht das Ende der Genesis, der Schöpfung, dann, „wenn der Dichter zum Wissen und damit zur Schuld gelangt. Schuld führt zur Passion. Der einzelne gehört zur Allgemeinheit und erfährt ihre Leiden, […].“ (Nach Guy Wagner.) Zur Lobpreisung, Axion esti, führt der Weg über die Passion.

## Musikalische Bedeutung
Axion esti stellt eine Zäsur im frühen Schaffen von Theodorakis dar. Er selbst kennzeichnet diese wie folgt: „Der Unterschied besteht darin, daß ich vorher einfach versucht habe, unsere nationale Tradition in den Rahmen der westlichen Musik hineinzustellen, indem ich zu diesem Zweck alle technischen Mittel und alle Formen benutzt habe, die diese uns hinterlassen hat, vom Gregorianischen Gesang über Bach bis zu Schönberg, Strawinski, Bartók und Schostakowitsch. Damit folgte ich nur dem Beispiel unserer nationalen Schulen. Hingegen habe ich mit ‹Axion Esti› versucht, ein Klanggewand zu nähen, das von der neo-hellenischen Musikwelt herkommt.“

## Aufführungen
Axion esti wurde 1964 in Griechenland uraufgeführt. Bis 1982 wurde es ausschließlich in Griechenland und Schweden aufgeführt.
Die Erstaufführung der deutschen Fassung in einer Nachdichtung von Dirk Mandel Axion Esti – Lobgepriesen sei erfolgte am 25. Mai 1982 in der Dresdner Philharmonie im Rahmen der Dresdner Musikfestspiele. Etwa 400 Mitwirkende führten das Werk vor ca. 2500 Zuschauern auf, die am Ende stehende Ovationen zollten. Es dirigierte der Komponist, Solisten waren Christian Steyer (Bass), Gothart Stier (Bariton), Erik Kross (Sanduri), Lakis Karnezis (Bouzouki), Friedrich Wilhelm Junge (Sprecher). Es spielte das Orchester der Musikhochschule „Carl Maria von Weber“, Dresden. Folgende Chöre wirkten mit: FDJ-Chor der Dresdner Kreuzschule, Kinderchor der Dresdner Philharmonie sowie der Beethoven-Chor des VEB Elektromaschinenbau Sachsenwerk Dresden. Im Oktober 1982 fand, ebenfalls unter der Leitung von Theodorakis, zum Abschluss der Gewandhausfesttage „Junge Künstler international“ eine Aufführung im Gewandhaus Leipzig mit Gunther Emmerlich als Bass statt, von der es sowohl Fernseh- als auch Tonträgeraufnahmen gibt.

## Popularität und Erfolg
Der Theodorakis-Biograph Guy Wagner schreibt, dass bereits die erste Schallplattenaufnahme von Axion esti so erfolgreich war, dass sie den Verkaufserfolg in Griechenland, den die Filmmusik zu Alexis Sorbas innerhalb von zwei Jahren hatte, um das Fünffache übertraf.

## Tonträger
- Το Αξιον Εστί, Ρ500 GALP 101 & 70201/2 COLUMBIA, (LP & CD), 1964
- Theodorakis Axion Esti, Eterna VEB Deutsche Schallplatten Berlin DDR, 2 LP, 1983, 8 27 747 - 748, Axion esti (Lobgepriesen sei) Volksoratorium nach Worten von Odiseas Elitis, Deutsche Nachdichtung: Dirk Mandel, Mitschnitt des Konzerts vom 16. Oktober 1982 im Großen Saal des Neuen Gewandhauses in Leipzig (DDR-EA am 25. Mai 1982 im Rahmen der Dresdner Musikfestspiele)
- To AXION ESTI: Mikis Theodorakis - composer, soloists - George Dalaras - Andreas Kouloumbis, Nikitas Tsakiroglou  Minos records MSM 735-736, 1988, booklet with portraits and all lyrics in Greek